# Heinrich Anton Rudolph Brandis
Heinrich Anton Rudolph Brandis (* 24. April 1821 in Hamburg; † 11. Januar 1875 ebenda) war ein deutscher Jurist.

## Leben

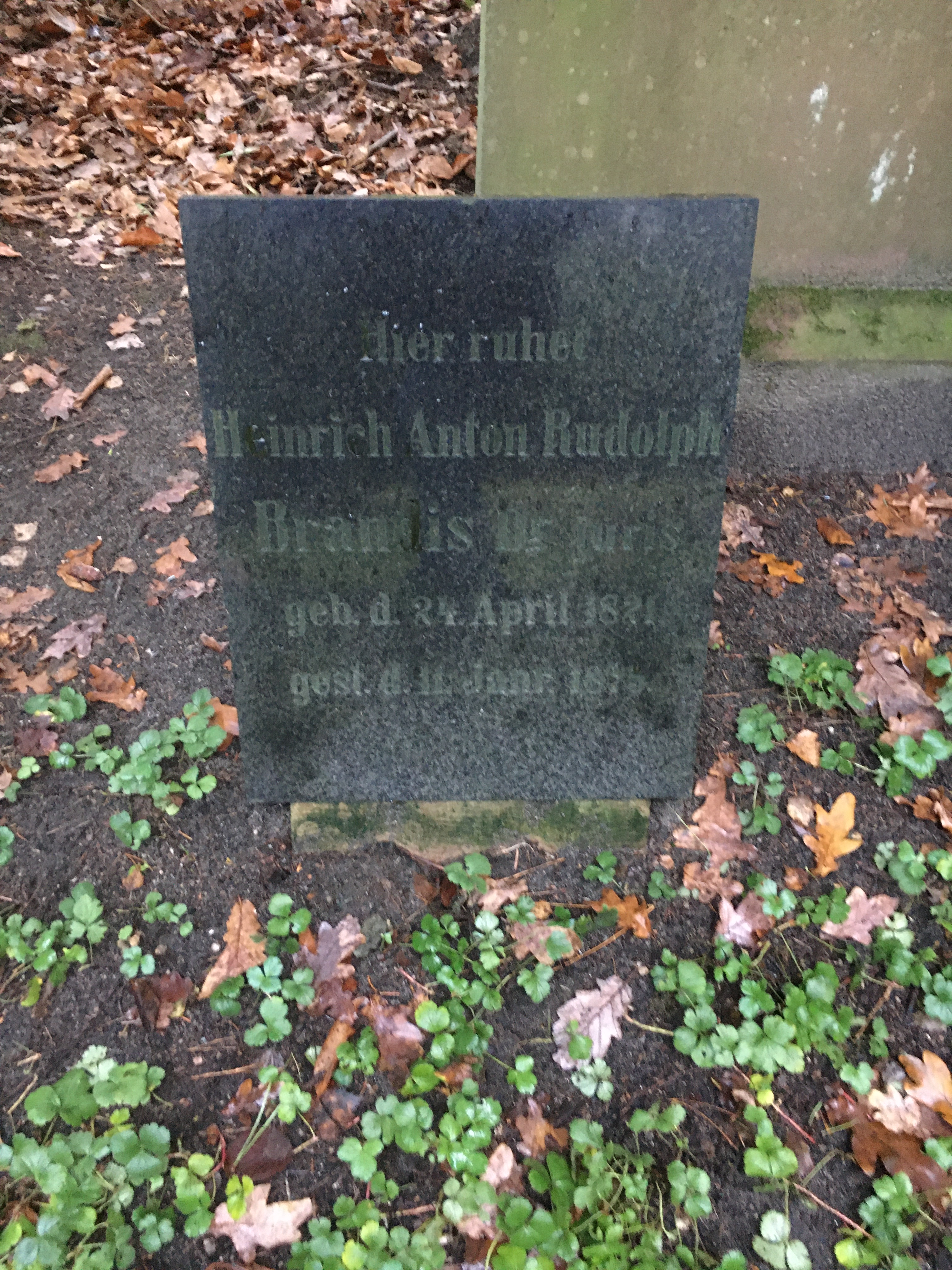
Grabstätte auf dem Friedhof Ohlsdorf im Planquadrat AA 10

Brandis war ein Sohn des Hamburger Kaufmanns Heinart Friedrich Rudolph Brandis (1782–1869) und dessen Ehefrau Elisabeth, geborene Buchheister (1797–1864). Er war zunächst als Schreiber tätig und bei dem späteren Hamburger Senator und Bürgermeister Nicolaus Ferdinand Haller angestellt. Nachdem er sich durch Privatunterricht weitergebildet hatte, begann er 1844 ein Studium der Rechte in Göttingen. Dort wurde er am 21. Oktober 1847 zum Dr. jur. promoviert. Am 17. Dezember 1847 wurde er in Hamburg als Advokat immatrikuliert. Er blieb dieses, in den letzten Jahren mit dem späteren mehrfachen Hamburger Bürgermeister Johann Georg Mönckeberg vergesellschaftet, bis zu seinem Tod. Zudem war er 1864 Mitglied des Ämtergerichts. 1869 wurde er zum Anwalt der Behörden gewählt.
Brandis gehörte von 1859 bis 1865 der Hamburgischen Bürgerschaft als Abgeordneter an. Gleichzeitig war er Mitglied des Bürgerausschusses, der ihn von 1862 bis 1865 in die Zentralwahlkommission für die allgemeinen Wahlen entsandte. 1862 war Brandis erster Vizepräsident der Bürgerschaft.
Brandis heiratete am 24. April 1856 Anna Helena Popert (* 1835). Sie hatten zwei Söhne (Carl Brandis, Leiter der Vormundschaftsbehörde in Hamburg, und Gustav Brandis, Rechtsanwalt) und zwei Töchter. 
Brandis starb nur 53-jährig und wurde in der Familiengrabstätte auf dem Friedhof Ohlsdorf beigesetzt.